# Platynus caudatus
Platynus caudatus är en skalbaggsart som beskrevs av Leconte 1863. Platynus caudatus ingår i släktet Platynus och familjen jordlöpare. Inga underarter finns listade i Catalogue of Life.